# Pfarrkirche Gmünd in Kärnten

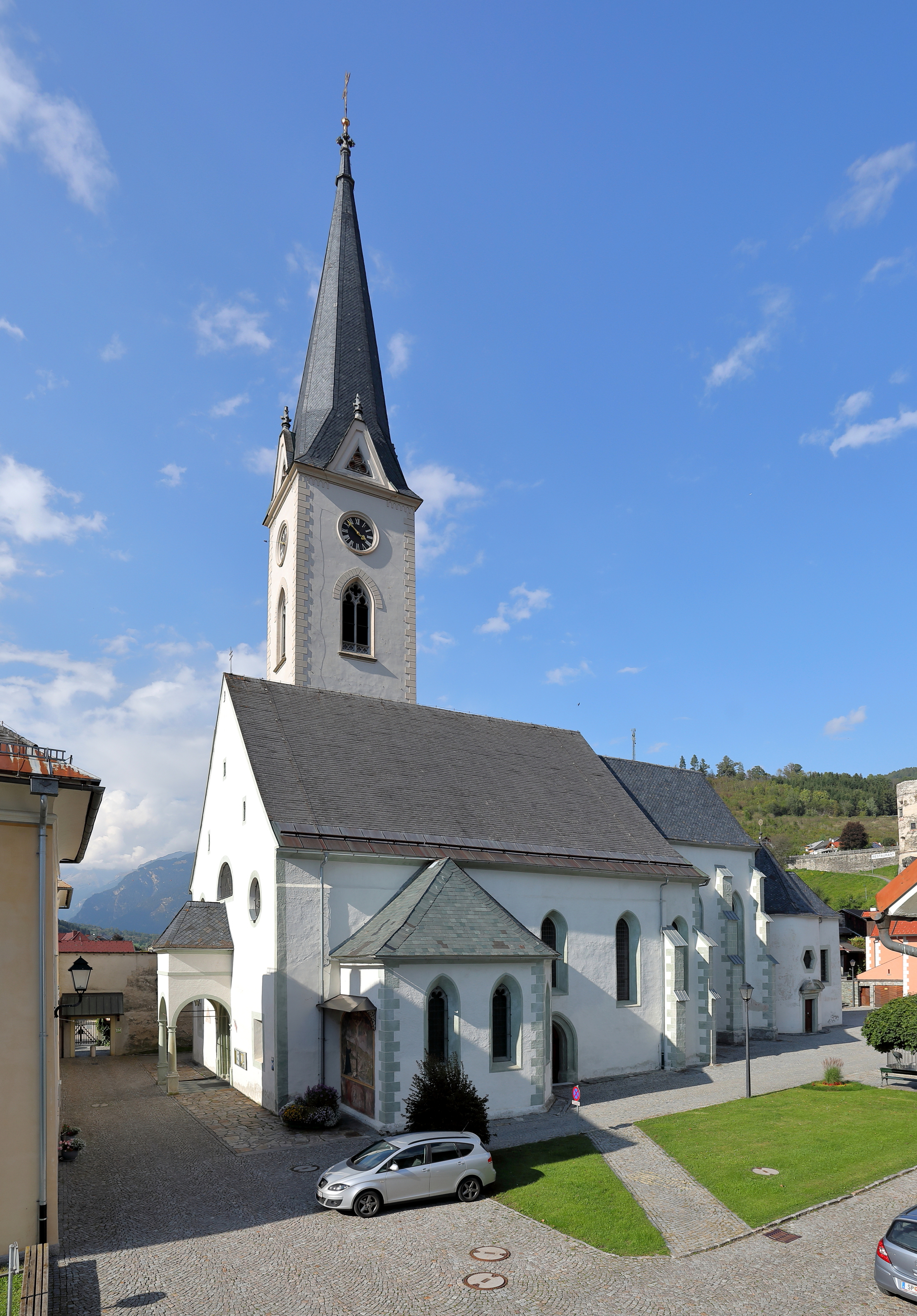
Pfarrkirche Mariä Himmelfahrt

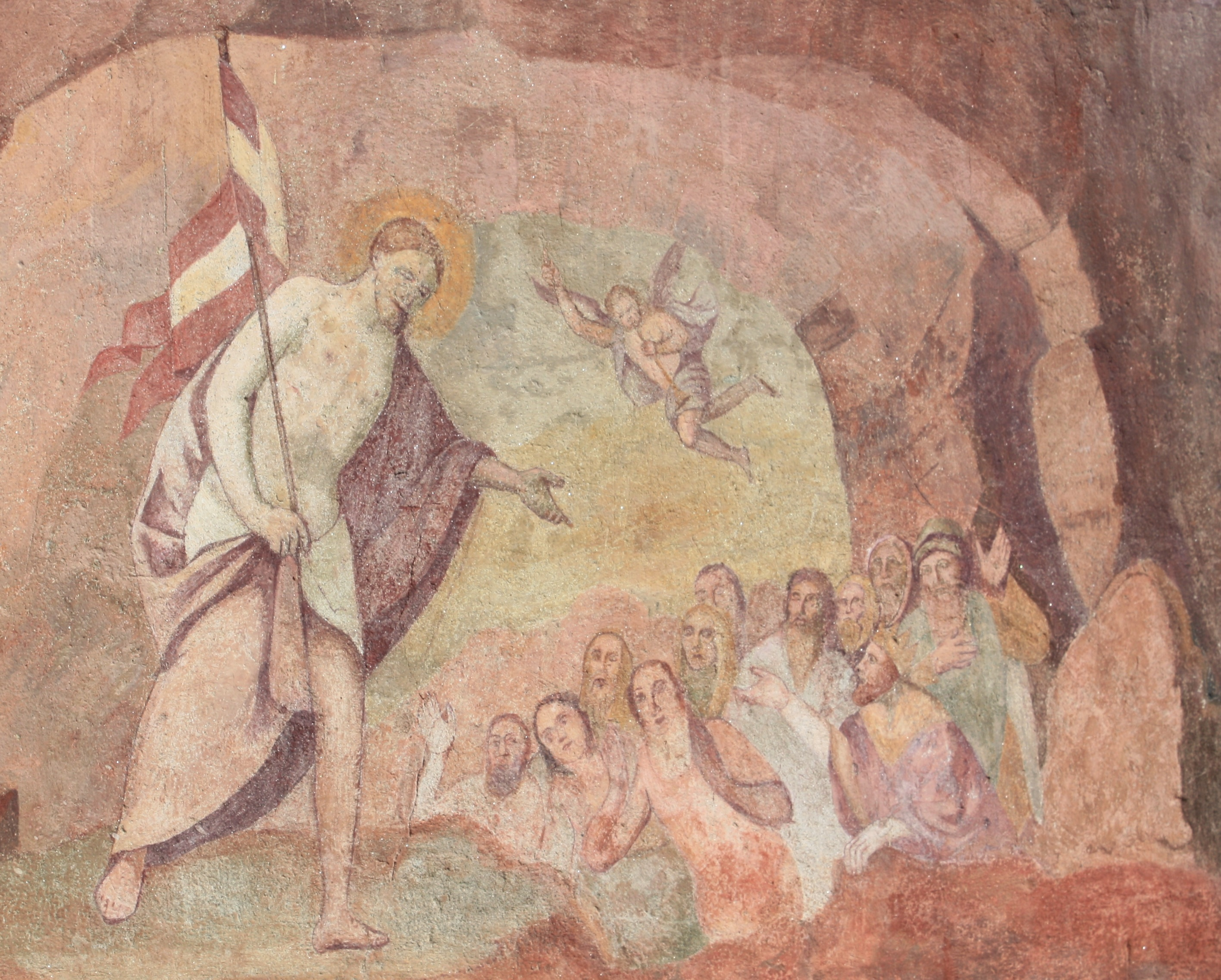
Höllenfahrt Christi

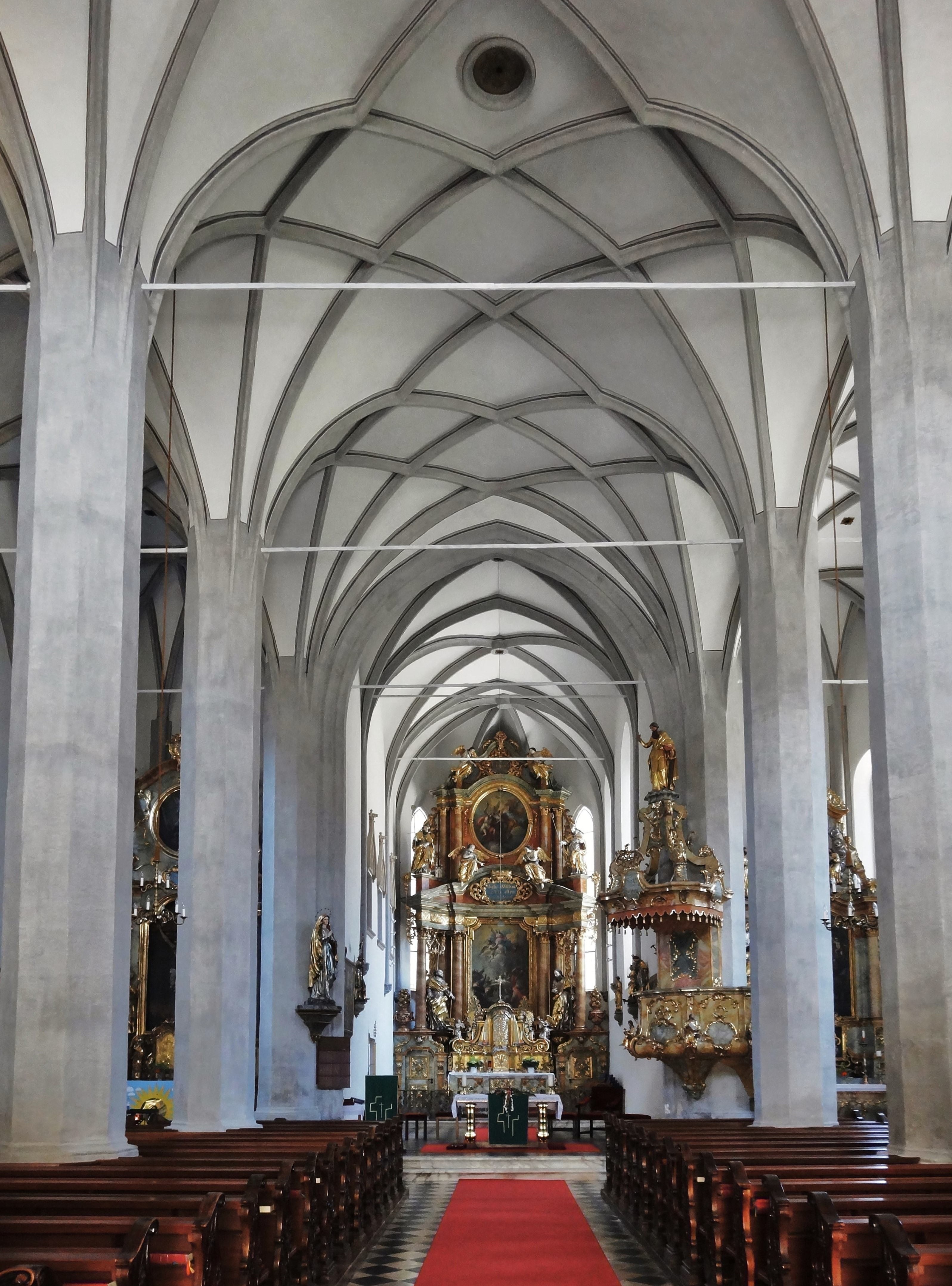
Innenansicht

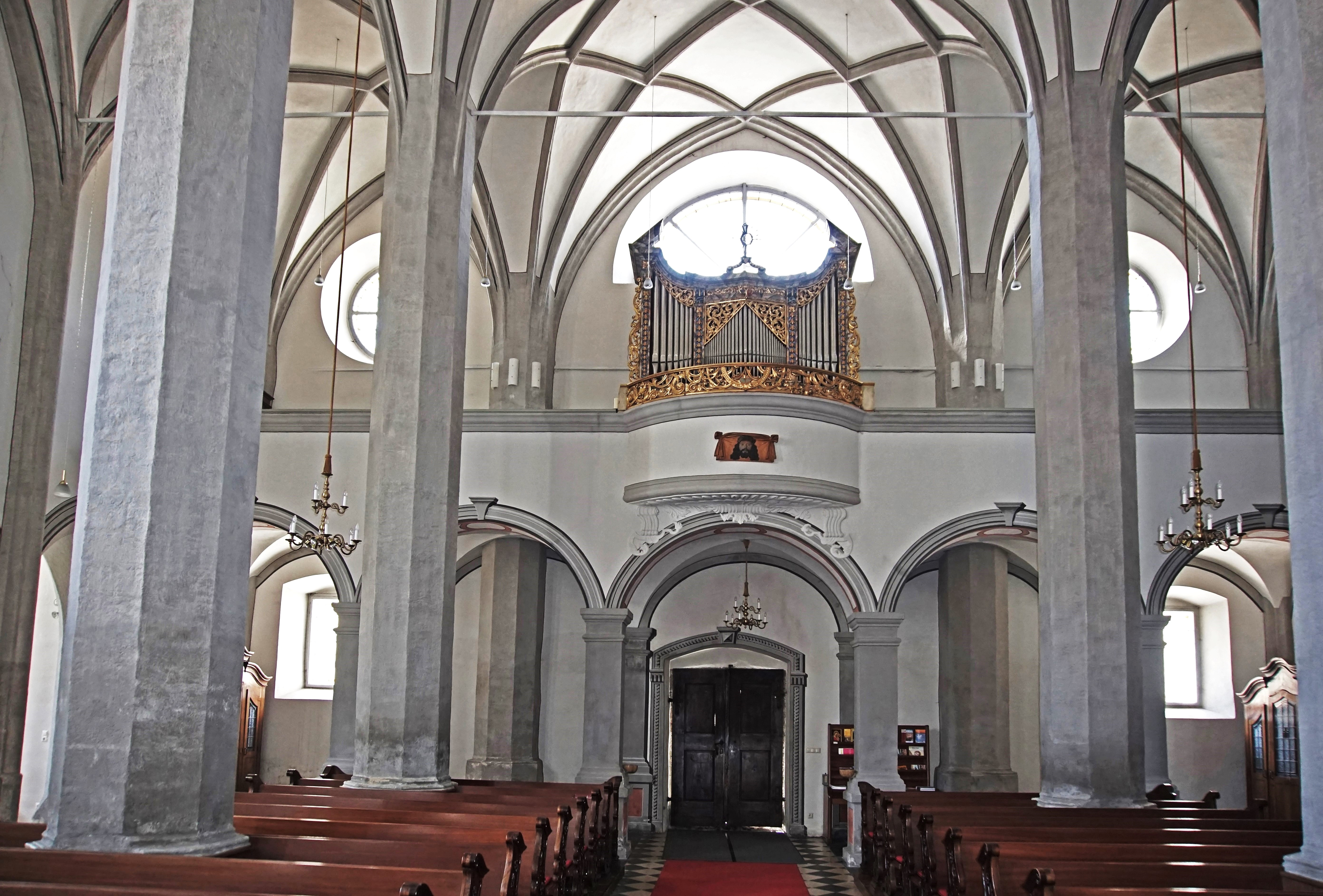
Blick zur Orgelempore

Die Pfarrkirche Gmünd in Kärnten steht in der Kirchgasse in der Stadtgemeinde Gmünd in Kärnten im Bezirk Spittal an der Drau in Kärnten. Die auf das Fest Maria Himmelfahrt geweihte römisch-katholische Pfarrkirche gehört zum Dekanat Gmünd-Millstatt in der Diözese Gurk-Klagenfurt. Die Kirche und der Friedhof stehen unter Denkmalschutz (Listeneintrag).

## Geschichte
Die Kirche wurde 1339 geweiht. Nach 1459 wurde eine von Christian Rosenhaimer gestiftete Kapelle angebaut. 1499 erfolgte die Einwölbung des Kirchenschiffes. Nachdem 1613 ein Brand das Dach der Kirche und des Kirchturms beschädigt hatte, wurde es im selben Jahr wiederhergestellt. In den Jahren 1641/1642 wurde die Raitenau-Kapelle durch den Baumeister Daniel Deutta angebaut. Nach dem Stadtbrand von 1792 wurde die Pankratiuskirche profaniert und Mariä Himmelfahrt wurde an ihrer Stelle zur Stadtpfarrkirche. 1965 erfolgte eine Gesamtrestauration der Kirche, 1998 eine Fassaderestauration.
Die Kirche diente 1997 als Drehort im Film Das ewige Lied.

## Architektur
Der große gotische Kirchbau hat barocke Zubauten.
Die Kirche besteht aus einem spätgotischen Hallenlanghaus und einem gotischen Langchor mit 5/8-Schluss von 1339. Die beiden Seitenschiffe enden in polygonalen Nebenchören. Schlanke abgetreppte Strebepfeiler stützen die drei Chöre.
Die Rosenhaimer-Kapelle ist südlich des Langhauses, die Raitenau-Kapelle östlich an die Apsis des Hauptchores und die barocke Sakristei aus dem 17. Jahrhundert nordseitig zwischen Seiten- und Langchor angebaut.
Nördlich des Langhauses steht der mit seiner Nordseite mit der Stadtmauer verbundene Kirchturm. Der Turm wurde 1886/87 auf gotischen Fundamenten errichtet, nachdem er 1792 durch einen Brand zerstört worden war. In dem mit einem Helm gekrönten 47 Meter hohen Turm hängen 5 Glocken; westseitig ist ein Treppentürmchen angebaut.
Die Kirche besitzt am Hauptchor hohe schmale Lanzettfenster in reich profiliertem Rahmen, an der Rosenhaimer-Kapelle spitzbogige Maßwerkfenster. An der Südseite des Langhauses befindet sich ein spitzbogiges Seitenportal. Das spitzbogige Hauptportal an der Westseite ist reich profiliert und im Tympanon mit Vierpass geschmückt. Geschützt wird das Portal durch die um 1600 entstandene quadratische, kreuzgratgewölbte Vorhalle mit Bogenstellung über toskanischen Säulen. 1999 wurden an der Westfassade ein von einer Bordüre gerahmtes Inschriften-Fragment und eine um 1370 entstandene Kreuzigung mit den Arma Christi freigelegt. Rechts vom Portal befindet sich ein Freskenfragment mit zwei Heiligen und Schriftbändern.
An der Westseite der Rosenhaimer-Kapelle befindet sich ein Wandgemälde aus dem 18. Jahrhundert, es zeigt ein Kruzifix mit kniendem geistlichem Stifter und eine alte Ansicht von Gmünd als Hintergrund, darunter ist Christus in der Vorhölle dargestellt.
Im Inneren des dreischiffigen, vierjochigen Langhauses spannt sich ein Netzrippengewölbe. Das Gewölbe mit langgezogenen, ungebrochenen durchlaufenden Rippen ruht auf sechs achteckigen Pfeilern. Das 1499–1513 eingebaute Gewölbe ersetzte die frühere provisorische Holzdecke. Als Baumeister wird Andreas Bühler angenommen, wofür es aber keine Hinweise gibt. Das Mittelschiff hat die gleiche Höhe wie die Seitenschiffe und die gleiche Höhe und Breite wie der Chor.
Die barocke Orgelempore steht auf einer vierteiligen Pfeilerarkatur und hat die halbe Tiefe des Eingangsjochs. Ursprünglich hatte das Langhaus nur drei großen Rundfenster an der Westwand; die barocken Seitenschifffenster wurden erst 1670–1680 eingebaut.
Die Nebenchöre mit 3/8-Schluss haben ein Sternrippengewölbe, die Rosenhaimer-Kapelle, in die eine Doppelspitzbogenarkade am südlichen Seitenschiff führt, hat ein Netzrippengewölbe über abgekragten Vorlagen. Ein hoher, profilierter Triumphbogen mit Spitzbogen verbindet das Mittelschiff mit dem Chor. Dieser hat ein aus dem 14. Jahrhundert stammendes Kreuzrippengewölbe über halbrunden Wandvorlagen auf skulpturierten Konsolen. Die Schlusssteine sind bemalt. Von der Chornordwand führt eine Tür in die zweijochige, kreuzgratgewölbte Sakristei. Darüber befindet sich ein Oratorium aus dem späten 17. Jahrhundert mit drei neugotischen Logenfenster mit Kielbogenbekrönung.

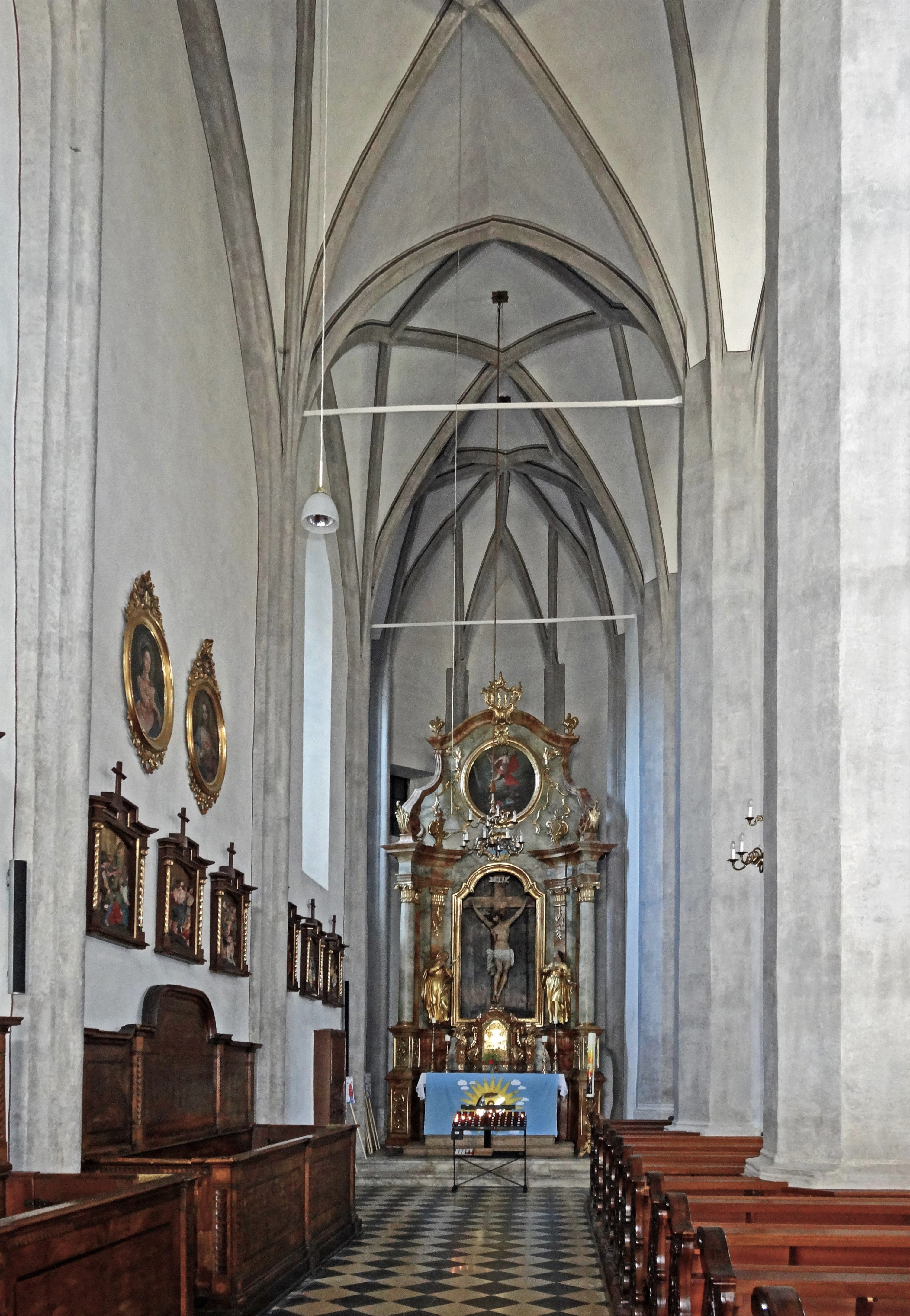
Nördliches Seitenschiff mit Kreuzaltar

## Einrichtung

### Hochaltar

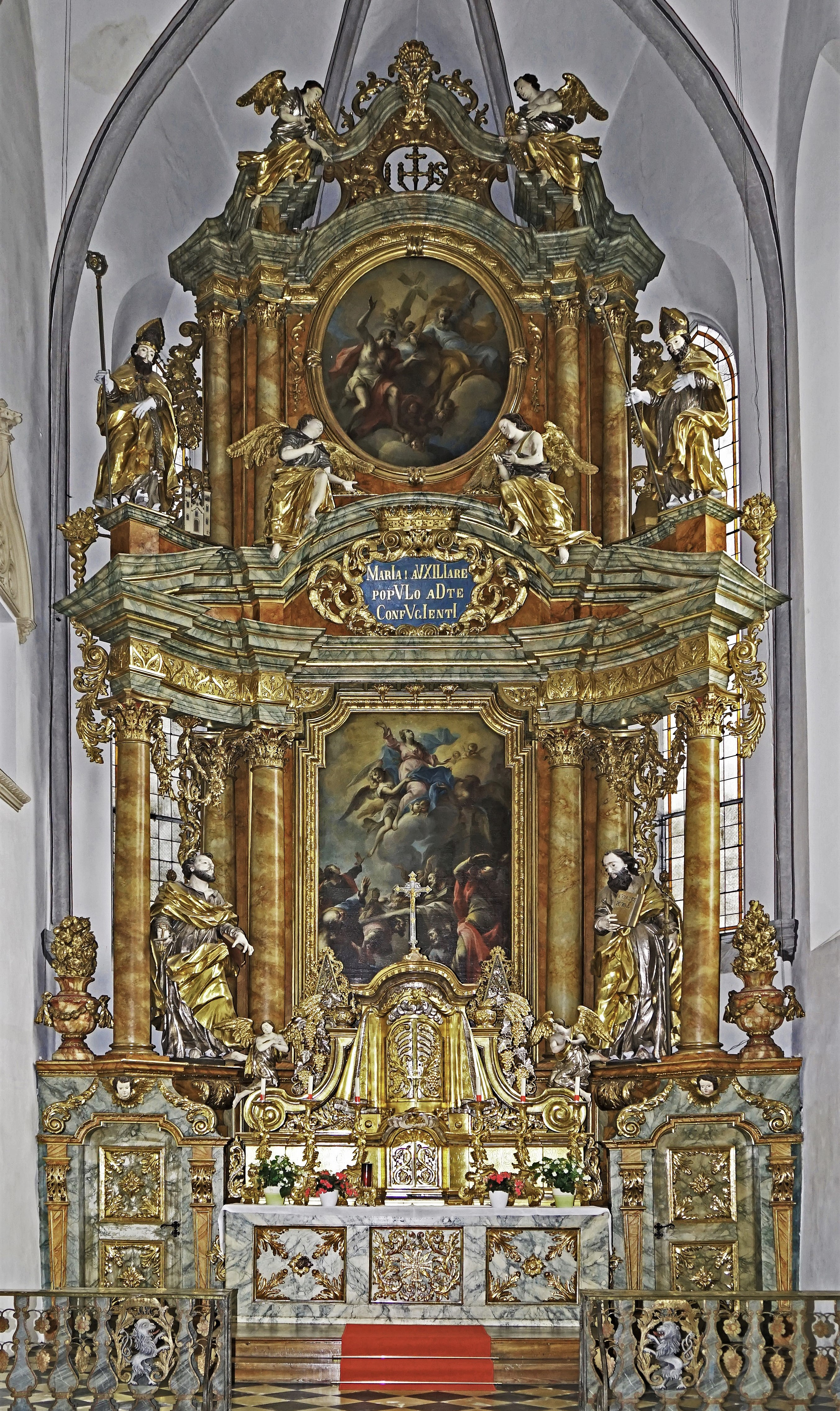
Der Hochaltar

Der Hochaltar wurde 1722 vom Millstätter Tischlermeister Georg Tangerer angefertigt und 1730 von Johann Benedikt Fromiller in Gold- und Marmorfarben gefasst. Der Altar mit zweigeschoßiger Säulenarchitektur hat in der Sockelzone Opfergangsportale. Das Mittelbild zeigt die Himmelfahrt Mariens und wurde 1722 von Jakob Zanussi gemalt. Daneben stehen zwischen jeweils zwei Säulen die Statuen der Apostelfürsten Petrus und Paulus. Über dem Mittelbild ist ein Chronogramm mit der Aufschrift „MarIa aVXILlare popVLo aD te ConfVgIentI“ (Maria, hilf allen, die zu dir fliehen). Sieht man die groß geschriebenen Buchstaben als römische Zahl MIVXILIVLDCVII, ergibt sie das Jahr der Fertigstellung des Altars: 1730. Das Oberbild stellt die Heilige Dreifaltigkeit dar und ist eine Arbeit eines Salzburger Malers. Daneben stehen die Statuen der Heiligen Wolfgang und Ottmar. Die Skulpturen des Altars sind Arbeiten eines heimischen Künstlers, wahrscheinlich Paul Abweger.

### Kreuzigungsaltar
Am linken Seitenaltar aus dem Jahre 1781 steht ein Kruzifix, flankiert von Maria und Johannes. Das runde Aufsatzbild zeigt den auferstandenen Christus.

### Nepomuk-Altar
Am rechten Seitenaltar mit Opfergangsportalen und Säulenarchitektur mit vorschwingenden Seitenteilen zeigt das Mittelbild den heiligen Johannes Nepomuk, die Skulptur im Aufsatz Maria mit Kind. Die vier seitlichen Statuen stellen Jesuitenheilige dar. Auf den Opfergangstüren sind Maria und der Verkündigungsengel gemalt.

### Rosenhaimer Altar
Der Altar in der Rosenhaimer-Kapelle stammt laut Chronogramm aus den Jahren 1730. Das Mittelbild zeigt die Heilige Familie mit dem Jesusknaben in der Mitte, darüber schweben die Heilig-Geist-Taube und Gottvater. Auf den Opfergangsportalen stehen Skulpturen, die den Unterricht Mariens und den heiligen Joachim darstellen. Am Medaillon im Altaraufsatz ist der heilige Matthias abgebildet. Daneben stehen die Statuetten der beiden Johannes.

### Kanzel

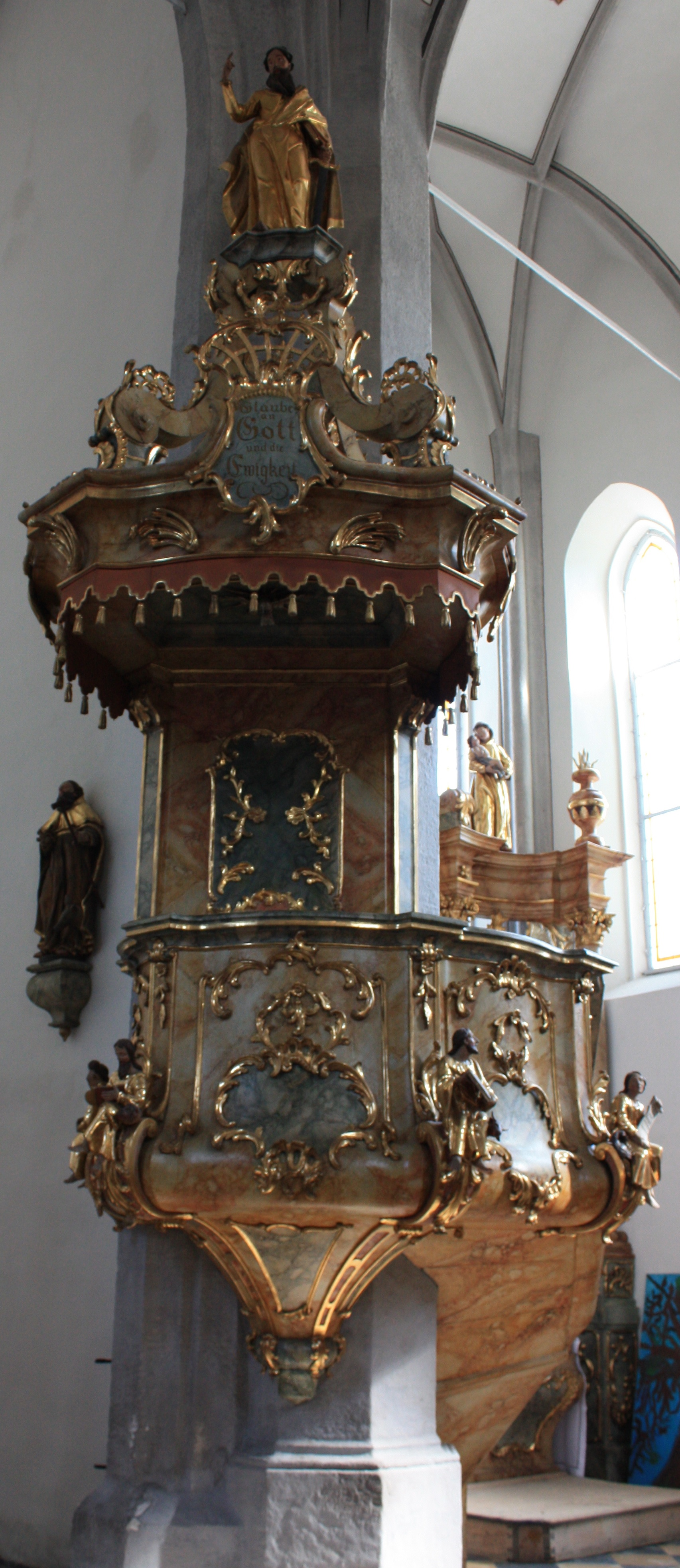
Kanzel

Die 1760/70 entstandene Rokokokanzel wurde 1779 von Joseph Benedikt Aicher in Gold und Marmorfarben gefasst. Auf den Wulsten des Kanzelkorbs sitzen die Figürchen der vier Evangelisten, die Brüstungsfelder sind, wie die Kanzelrückwand mit Rocailleornament verziert. An der Unterseite des Schalldeckels ist eine Heilig-Geist-Taube angebracht. Bekrönt wird der Schalldeckel von steil aufragenden, mit Rocailleornament verzierten Voluten, die die Statue des Apostels Paulus tragen.

### Weitere Einrichtung
- Am Taufstein in der Rosenhaimer-Kapelle, die als Taufkapelle genützt wird, steht ein mit 1626 bezeichneter, steinerner Deckel mit einer Taufgruppe aus dem 18. Jahrhundert als Aufsatz.
- Die Konsolstatuetten an den Chorwänden stellen die Heiligen Barbara, Margareta, Katharina, Florian, Johannes Nepomuk und Antonius dar.
- Gegenüber der Kanzel steht eine Madonnenstatue vom Anfang des 19. Jahrhunderts, die neu gefasst wurde.
- An der Wand des nördlichen Seitenschiffs stehen zwei Chorstühle aus dem späten 18. Jahrhundert.
- An der Emporenbrüstung hängt ein skulpturiertes Schweißtuch der Veronika, wahrscheinlich aus dem 16. Jahrhundert.
- Die Orgel wurde 1713 von Josef Dölger im „süddeutschen Typus“ erbaut.
- In spätbarocken Rahmen hängen die Bilder mit den Herzen von Maria und Jesus, eine Darstellung der Mutter Gottes mit Kind und Johannesknaben.
- Aus der Kirche in Innernöring ist ein um 1470 entstandenes Kreuzigungsbild in Verwahrung.
- An der nördlichen Seitenschiffwand steht der Wappengrabstein des Rudolf von Raitenau von 1633 aus roten Marmor. Ebenfalls aus roten Marmor ist der an der südlichen Seitenschiffwand stehende Grabstein des Phillippus von Leobenegg, Marschall und Hauptmann des Bistums Brixen, mit lebensgroßem Relief eines gerüsteten Ritters mit Schwert und Fahne von 1572.

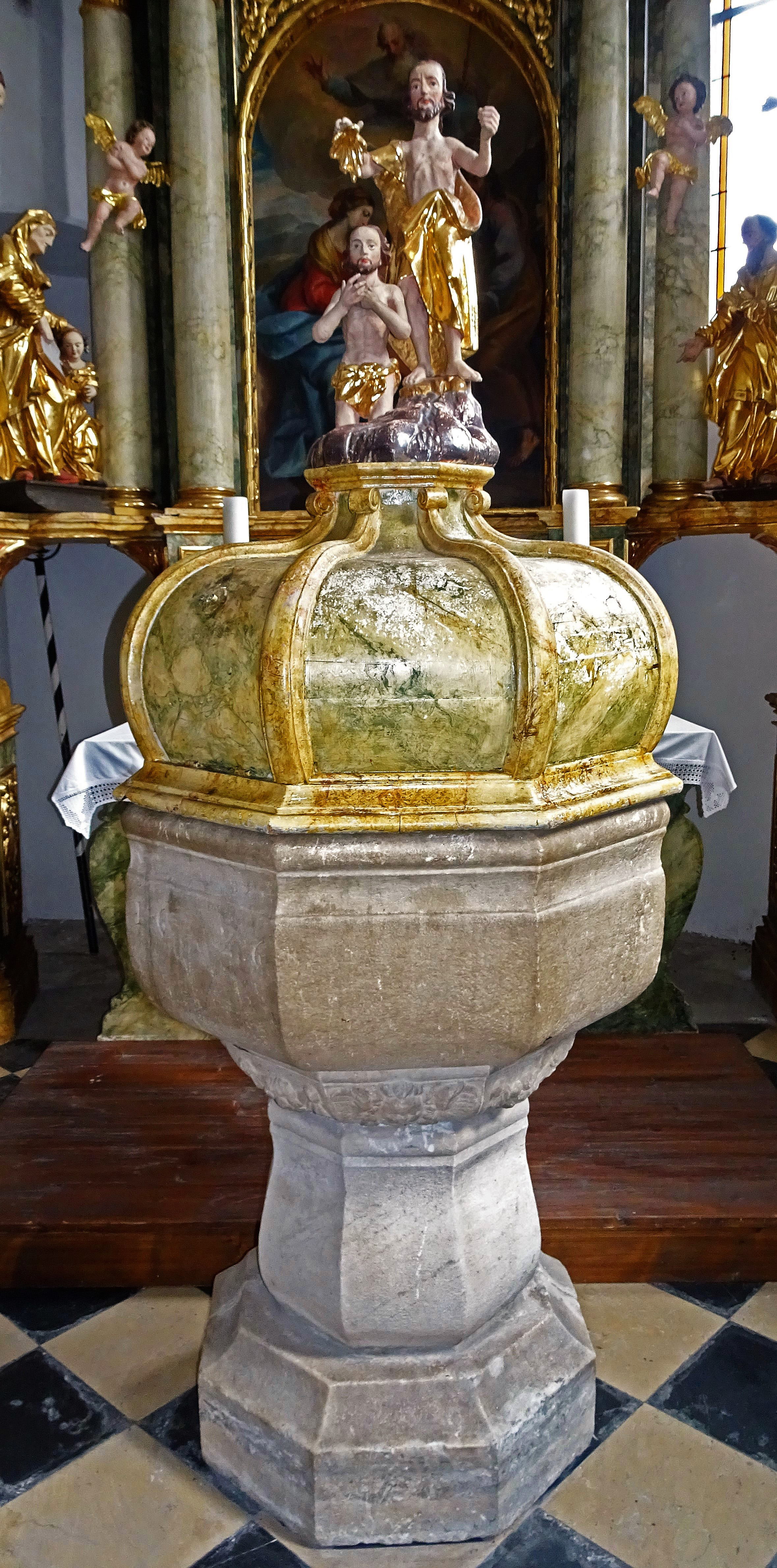
Taufstein
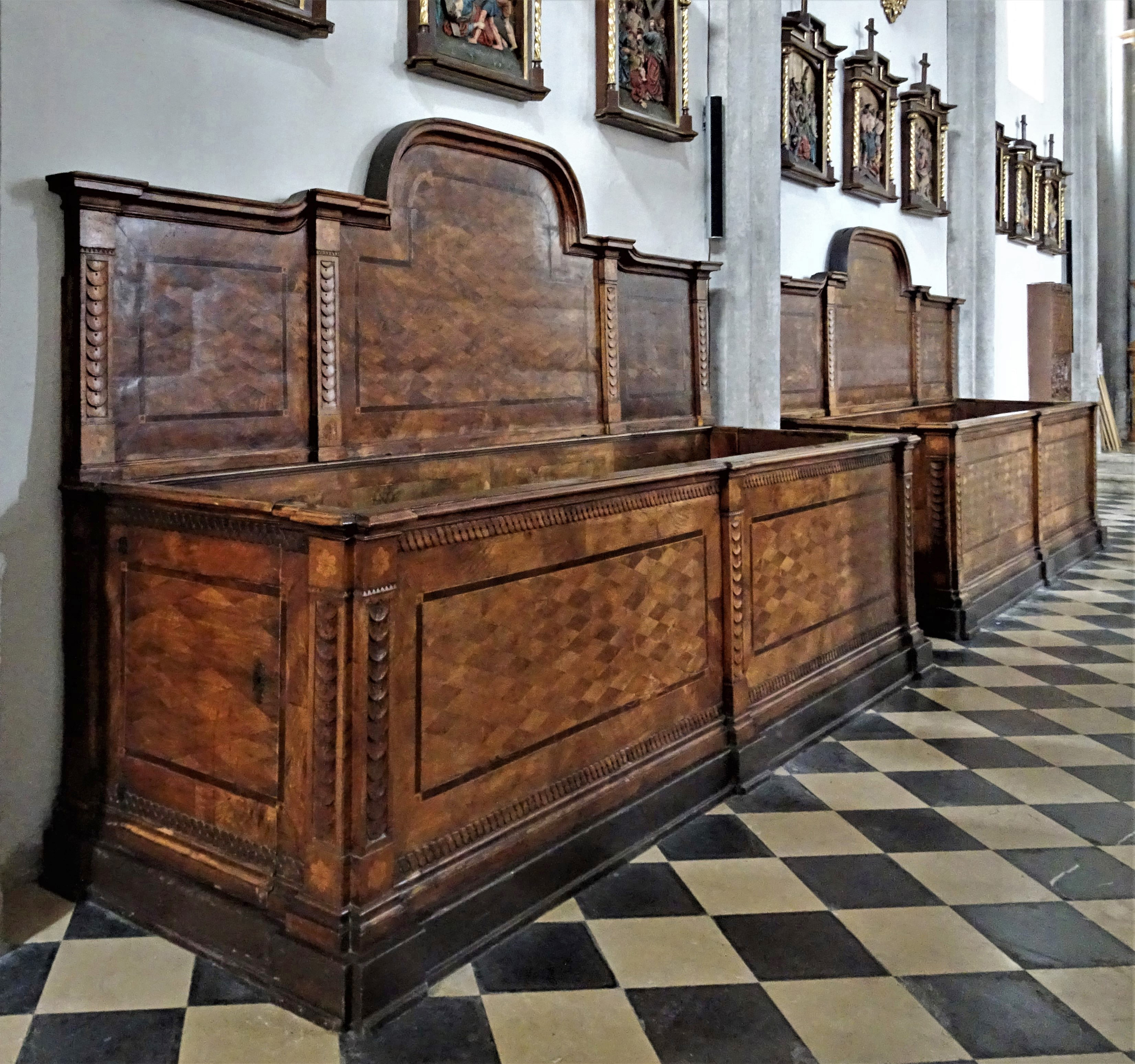
Chorgestühl im Langhaus
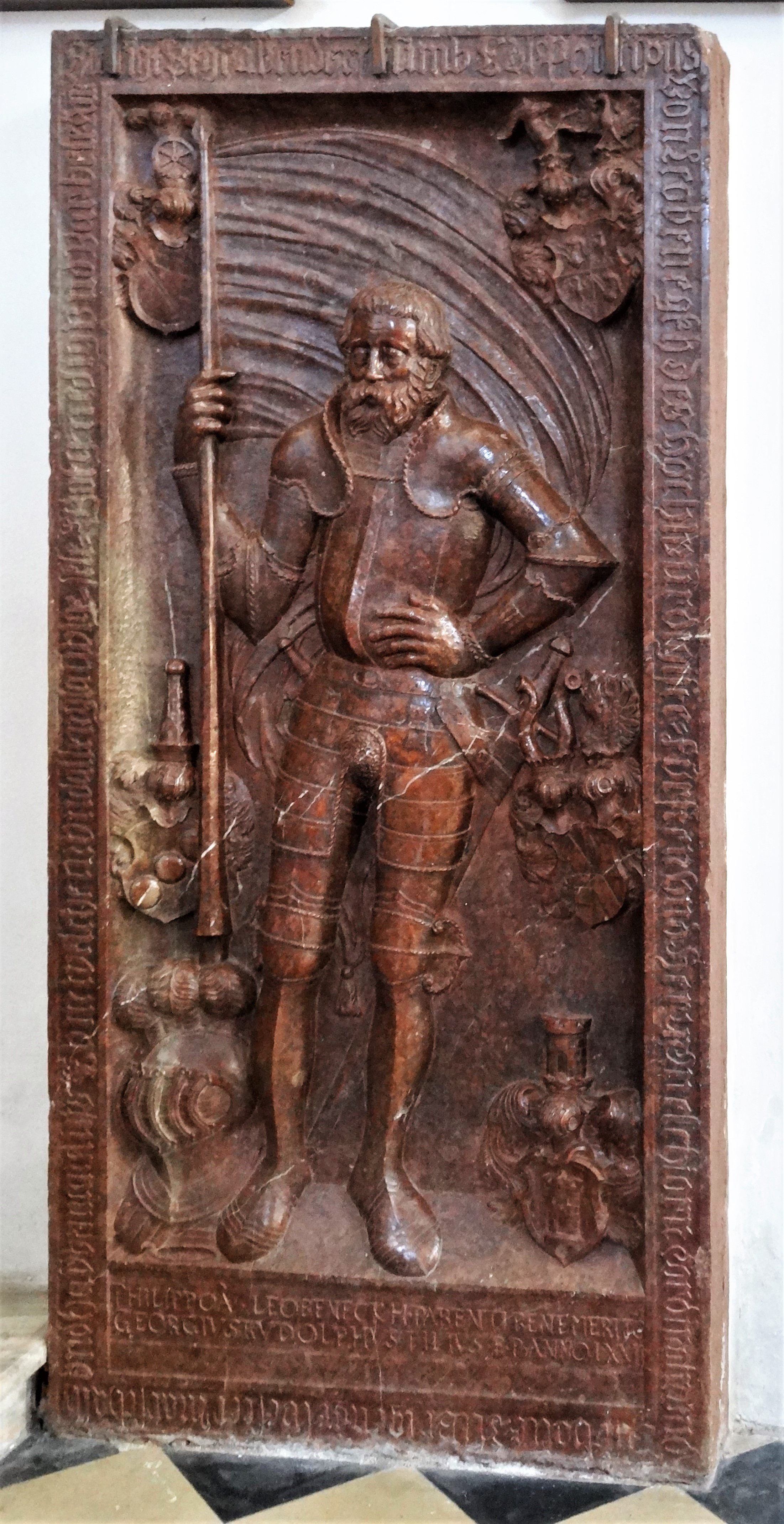
Epitaph des Philippus Leobeneck

## Raitenau-Kapelle
Die Raitenau-Kapelle ist ein Rundbau mit Rechtecksapsis. Die Kapelle ist nicht von der Kirche aus zugänglich, sondern nur durch ein Portal mit gesprengtem Segmentgiebel an der Südseite.
Der Altar der Kapelle entstand um 1680, im gesprengten Giebel ist das Raitenau-Wappen zu sehen. Aufgestellt sind eine von Hanns Gasser aus weißem Kalkstein geschaffene Erlöserstatue von 1858 sowie zwei Statuen von Josef Messner, Johannes den Täufer von 1863 und den Guten Hirten darstellend. In der Kapelle findet sich eine Vielzahl von Grabplatten.
Die Kapelle dient heute als Aufbahrungshalle.